# Shania Twain (Album)
Shania Twain ist das Debütalbum der kanadischen Country-Sängerin Shania Twain. Es erschien am 20. April 1993 bei Polygram Records/Mercury Records.

## Geschichte
Das Album wurde im zeitgenössischen Country-Stil aufgenommen, wies jedoch auch Tendenzen zum Soft-Rock auf. Es wurde mit Harold Shedd und Norro Wilson aufgenommen. Es wurde 1993 in den USA, aber erst etwa ein Jahr später, im Mai 1994 in Großbritannien veröffentlicht. 2000 erfolgte eine Wiederveröffentlichung. Im Zuge der Erfolge Twains erlangte das Album in den USA Platin-Status, in Kanada Doppelplatin.

## Kritik
Thom Owens von Allmusic kritisierte, dass die Songs „nicht gut aufgebaut“ seien, ihnen fehlten starke Melodien. Das Album zeige aber die beachtlichen stimmlichen Fähigkeiten Twains. Die Wertung war 3 von 5 Sternen. Robert Christgau schrieb: „God Ain’t Gonna Getcha for That“.

## Titelliste
1. What Made You Say That – 2:58 (Tony Haselden, Steve Munsey Jr.)
2. You Lay a Whole Lot of Love on Me – 2:48 (Hank Beach, Forest Borders II)
3. Dance with the One That Brought You – 2:23 (Sam Hogin, Gretchen Peters)
4. Still Under the Weather – 3:06 (Skip Ewing, L. E. White, Michael White)
5. God Ain’t Gonna Getcha for That – 2:44 (Kent Robbins, Shania Twain)
6. Got a Hold on Me – 2:14 (Rachel Newman)
7. There Goes the Neighborhood – 3:17 (Tommy Dodson, Bill C. Graham, Alan Laney)
8. Forget Me – 3:21 (Stephony Smith)
9. When He Leaves You – 4:21 (Mike Reid, Keny Robbins)
10. Crime of the Century – 3:29 (Richard Fagan, Ralph Murthy)